# A Nice Nightmare
Albums de Alice Cooper
He's Back
(1997) Snorting Anthrax
(1998)
A Nice Nightmare est le sixième album compilation d'Alice Cooper.

## Liste des titres
1. Hey Stoopid
2. I Got a Line on You
3. Bad Place Alone
4. Dangerous Tonight
5. Snakebite
6. Poison
7. This Maniac's in Love with You
8. Trash
9. Bed of Nails
10. Lullaby